# Hexensabbat (Börse)
Viermal im Jahr kommt es an den drei weltweit wichtigsten Derivatebörsen zum großen Hexensabbat, gewöhnlich der dritte Freitag des dritten Monats eines Quartals, an dem Terminkontrakte wie Futures und Optionen verfallen.

## Bedeutung
An diesen großen Verfallstagen laufen an der Terminbörse Eurex die Terminkontrakte, d. h. Futures und Optionen, wie folgt aus:
- STOXX-Familie zwischen 11:50 bis 12:00 Uhr
- DAX, TecDAX jeweils um 13:00 Uhr, MDAX um 13:05 Uhr (XETRA-Mittagsauktion)
- Aktien um 17:30 Uhr (Beginn XETRA-Schlussauktion)

In den USA werden die Abrechnungspreise in der letzten Handelsstunde des Börsentages zwischen 15:00 und 16:00 Uhr festgestellt (Lokalzeit New York City, somit Eastern Time). Anders als an der Eurex wird keine zeitliche Staffelung zwischen den Anlageklassen Aktienoptionen, Aktienindexoptionen und Aktienindexfutures vorgenommen. Die Verfallsstunden werden im Lokaljargon „Triple Witching Hour“ genannt und sind durch erhöhtes Transaktionsvolumen sowie gesteigerte Preisvolatilität gekennzeichnet.
Verfall bedeutet, dass zu den genannten Zeiten die Abrechnungspreise festgestellt werden, anhand derer die Optionen und Futures bewertet werden (Settlement price). Beispiel: Für DAX-Futures (FDAX) und DAX-Optionen (ODAX) bedeutet das, dass um 13:00 Uhr der DAX-Kursstand von der Börse ermittelt wird und dieser damit das offizielle Maß für alle an diesem Tag auslaufenden Terminkontrakte auf den DAX ist. Für den FDAX wird vor dem Verfall täglich um 17:30 ein Settlement price ermittelt. Die Differenz zwischen dem DAX-Kurs um 13:00 Uhr und dem Vortages-Settlement des FDAX um 17:30 Uhr wird je nach DAX-Kursstand gutgeschrieben oder belastet. Wurde der Kontrakt am Tage des Verfalls eröffnet, tritt der Einstandskurs anstelle des Vortages-Settlements.
Beim ODAX sieht die Abwicklung anders aus. Hier existieren – im Gegensatz zum FDAX – verschiedene Basispreise, zu denen die Optionen ausgeübt werden können. Zwar erfolgt auch hier ein tägliches Settlement, aber die Differenz berechnet sich bei Kaufoptionen aus DAX-Kurs abzüglich Basispreis und bei Verkaufsoptionen umgekehrt aus Basispreis abzüglich DAX-Kurs. Hierbei werden – wiederum im Gegensatz zum FDAX – nur positive Differenzen berücksichtigt. Sollte bspw. bei einer Kaufoption der Basispreis über dem DAX-Kurs liegen, verfällt diese einfach wertlos.

## Auswirkungen
Das Geschäft an den Terminmärkten ist meist wesentlich größer als an den Kassamärkten. Zum Beispiel beträgt der durchschnittliche Aktienumsatz der 40 DAX-Titel 8–12 Mrd. Euro pro Tag. Dies entspricht bei einem Indexstand von 4000 Punkten theoretisch einem Gegenwert von 80.000 bis 120.000 DAX-Futures, tatsächlich werden im Schnitt aber 170.000 bis 220.000 Kontrakte gehandelt. 
Da der Fair Value des DAX-Futures (FDAX) durch eine sehr effiziente Arbitrage auf dem mathematisch korrekten Wert gehalten wird, kann der FDAX auch umgekehrt für kurzfristige Manipulationen des DAX eingesetzt werden. Würde eine größere Menge FDAX an den Terminmärkten gekauft bzw. verkauft, würde sich der Kurs des FDAX in die gewünschte Richtung bewegen. Ein Beispiel: Der Verkauf einer größeren Menge an FDAX-Kontrakten führt zum Sinken des FDAX-Kurses unter den Fair Value. Die Arbitrage sorgt nun dafür, dass es zu einer Angleichung an den Fair Value kommt, indem der FDAX-Future gekauft wird und die entsprechenden DAX-Titel verkauft werden. Dadurch steigt der FDAX wieder etwas an, gleichzeitig aber sinkt der DAX.
Geschieht dies kurz vor dem Verfall um 13:00 Uhr, kann somit der Abrechnungskurs für alle DAX-Derivate, die um 13:00 Uhr verfallen, beeinflusst werden. Darüber hinaus entfällt auch die Glattstellung der FDAX-Kontrakte, da diese um 13:00 Uhr einfach anhand des Settlement-Preises abgerechnet werden.
Weltweit fällt der Hexensabbat an allen wichtigen Börsen auf denselben Tag. Es verfallen also auch Kontrakte auf andere Indizes, internationale Aktien, Rohstoffe, Währungen etc.

## Termine
Fällt der dritte Freitag des dritten Monats eines Quartals auf einen Feiertag, so gelten besondere Regelungen. 
An der Terminbörse Eurex ist der Verfallstag für viele Produkte dann der davor liegende Börsentag:
- 2010:  19.3.,  18.6.,  17.9.,  17.12.
- 2011:  18.3.,  17.6.,  16.9.,  16.12.
- 2012:  16.3.,  15.6.,  21.9.,  21.12.
- 2013:  15.3.,  21.6.,  20.9.,  20.12.
- 2014:  21.3.,  20.6.,  19.9.,  19.12.
- 2015:  20.3.,  19.6.,  18.9.,  18.12.
- 2016:  18.3.,  17.6.,  16.9.,  16.12.
- 2017:  17.3.,  16.6.,  15.9.,  15.12.
- 2018:  16.3.,  15.6.,  21.9.,  21.12.
- 2019:  15.3.,  21.6.,  20.9.,  20.12.
- 2020:  20.3.,  19.6.,  18.9.,  18.12.
- 2021:  19.3.,  18.6.,  17.9.,  17.12.
- 2022:  18.3,   17.6.,  16.9.,  16.12.
- 2023:  17.3.,  16.6.,  15.9.,  15.12.
- 2024:  15.3.,  21.6.,  20.9.,  20.12.
- 2025:  21.3.,  20.6.,  19.9.,  19.12.
- 2026:  20.3.,  19.6.,  18.9.,  18.12.
- 2027:  19.3.,  18.6.,  17.9.,  17.12.
- 2028:  17.3.,  16.6.,  15.9.,  15.12.
- 2029:  16.3.,  15.6.,  21.9.,  21.12.
- 2030:  15.3.,  21.6.,  20.9.,  20.12.

Dem großen Verfallstag steht der kleine Verfallstag gegenüber, der auf den dritten Freitag jedes Monats bzw. bei Feiertagen auch auf den davor liegenden Börsentag fällt. An diesem Tag laufen einige Serien von Terminprodukten aus.